# Videogioco di sopravvivenza

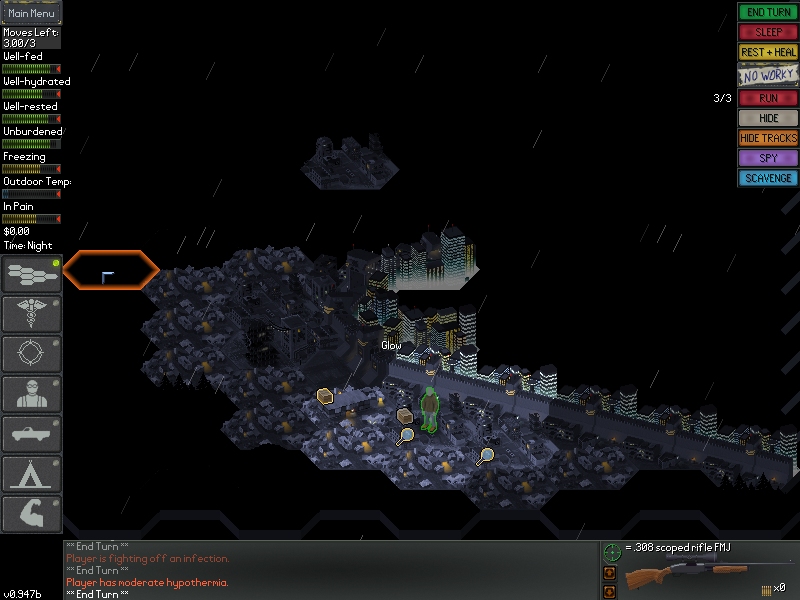
Schermata presa dal videogioco di ruolo di sopravvivenza NEO Scavenger

Per videogiochi di sopravvivenza si intende un sottogenere dei videogiochi d'azione, spesso ambientati in contesti di gioco ostili, intensi e open world. Solitamente, all'inizio il giocatore dispone di equipaggiamento limitato e deve sopravvivere il più a lungo possibile, trovando le risorse necessarie per gestire fame, sete, malattie e persino lo stress. Molti giochi di sopravvivenza sfruttano scenari generati proceduralmente o casualmente. Nei giochi di sopravvivenza più recenti le partite si svolgono online, consentendo di interagire in un unico mondo tra più giocatori. I giochi di sopravvivenza sono generalmente di natura aperta, senza obiettivi prefissati, e spesso fortemente associati al genere survival horror, in cui il giocatore deve sopravvivere all'interno di un'ambientazione soprannaturale come, ad esempio, un'apocalisse zombie.

## Presentazione e meccaniche
Molti videogiochi di sopravvivenza si presentano in una prospettiva in prima persona che aiuta il giocatore a immergersi nel gioco. Esistono anche altri metodi di presentazione, come una vista bidimensionale laterale per Terraria e Starbound, o degli sprite renderizzati in una proiezione isometrica tridimensionale per Don't Starve. Inoltre, anche se i videogiochi di sopravvivenza sono considerati videogiochi d'azione, vi sono altri generi che hanno caratteristiche di sopravvivenza, come Dead State e NEO Scavenger, entrambi giochi di ruolo a turni, o la serie di sparatutto in prima persona S.T.A.L.K.E.R.. Inoltre, le meccaniche di sopravvivenza, in particolare la raccolta di risorse, la caccia e la creazione di utensili, diventano elementi di videogiochi di genere principalmente diverso dalla sopravvivenza, ad esempio Tomb Raider del 2013 e la serie di Far Cry.